# 小行星202421
(202421) 2005 UQ513，也可写作2005 UQ513，是一颗绝对星等为3.4的类冥矮行星。 迈克尔·E·布朗自动更新的网站将它列为很有可能的矮行星。2005 UQ513上有少量冰存在的迹象。

## 分类
2005 UQ513的近日点为37天文单位。小行星中心将它分类为经典柯伊伯带天体，而深度黄道巡天则将其列为黄道离散天体。

## 距离
它目前距离太阳48.7天文单位。他将于公元2124年左右到达近日点。
它在9次冲时已被观测到51次，最早的照片可追溯到1990年。